# Modeltheorie
Modeltheorie is een deelgebied van de wiskundige logica en de wiskunde dat handelt over de relaties tussen puur formele uitdrukkingen en hun betekenis. Het gaat in de modeltheorie om de bestudering van de relaties tussen de eigenschappen van een formele theorie en de eigenschappen van een ander wiskundig systeem. Modeltheorie bestudeert kortgezegd wiskundige modellen. 
Het baanbrekend werk op dit gebied is in de jaren 1920 en 1930 verricht door Kurt Gödel, Thoralf Skolem en Alfred Tarski. 
De hedendaagse wiskunde en wiskundige natuurkunde maken intensief gebruik van de abstracte algebra, de theoretische natuurkunde maakt bijvoorbeeld gebruik van Lie-algebra's. Vakgebieden zoals de algebraïsche getaltheorie, algebraïsche topologie en de algebraïsche meetkunde passen algebraïsche methoden toe op andere gebieden van de wiskunde. Representatietheorie haalt ruwweg gesproken het 'abstracte' uit de 'abstracte algebra' en bestudeert de concrete kant van een gegeven algebraïsche structuur. Dit is verwant aan modeltheorie. 

## Een aantal toepassingen
Tot de vroege successen van de modeltheorie behoren Tarski's bewijzen van kwantoreliminatie voor verschillende algebraïsch interessante klassen, zoals de reële gesloten velden, Booleaanse algebra's en algebraïsch gesloten velden van een gegeven karakteristiek. Door kwantoreliminatie kon Tarski laten zien dat de eerste-ordetheorieën van reëel gesloten en algebraïsch gesloten velden en de eerste-ordetheorie van Booleaanse algebra's beslisbaar zijn, de Booleaanse algebra's classificeren tot op elementaire equivalentie en laten zien dat de theorieën van reëel gesloten velden en algebraïsch gesloten velden van een gegeven karakteristiek uniek zijn. Verder gaf kwantoreliminatie een nauwkeurige beschrijving van definieerbare relaties op algebraïsch gesloten velden als algebraïsche variëteiten en van de definieerbare relaties op reëel-gesloten velden als semialgebraïsche verzamelingen.
In de jaren 1960 leidde de introductie van de ultraproductconstructie tot nieuwe toepassingen in de algebra. Dit omvat Ax's werk over pseudo-eindige velden, dat bewijst dat de theorie van eindige velden beslisbaar is, en Ax en Kochen's bewijs van een speciaal geval van Artin's conjectuur over diofantische vergelijkingen. Dit staat bekend als de stelling van Ax-Kochen. De ultraproductconstructie leidde ook tot Abraham Robinson's ontwikkeling van niet-standaard analyse, die tot doel heeft een rigoureuze calculus van infinitesimalen te bieden.
Het verband tussen stabiliteit en de meetkunde van definieerbare verzamelingen heeft geleid tot verschillende toepassingen in de algebraïsche en diofantische meetkunde, waaronder Ehud Hrushovski's bewijs uit 1996 van het meetkundige vermoeden van Mordell-Lang in alle karakteristieken. In 2001 werden vergelijkbare methoden gebruikt om een veralgemening van het vermoeden van Manin-Mumford te bewijzen. In 2011 paste Jonathan Pila technieken rond o-minimaliteit toe om het vermoeden van André-Oort voor producten van modulaire krommen te bewijzen.
In een apart deel van het onderzoek dat zich rond stabiele theorieën ontwikkelde, toonde Laskowski in 1992 aan dat NIP-theorieën precies die definieerbare klassen beschrijven die PAC-leerbaar zijn in de theorie van machinaal leren. Dit heeft geleid tot verschillende interacties tussen deze afzonderlijke gebieden. In 2018 werd de correspondentie uitgebreid toen Hunter en Chase lieten zien dat stabiele theorieën overeenkomen met online leerbare klassen.

## Geschiedenis
Modeltheorie als onderwerp bestaat sinds ongeveer het midden van de 20e eeuw. De naam werd in 1954 bedacht door Alfred Tarski, een lid van de Lwów-Warschau school. Sommige eerdere onderzoeken, vooral in de wiskundige logica, worden echter achteraf vaak beschouwd als zijnde van modeltheoretische aard. Het eerste belangrijke resultaat in wat nu modeltheorie is, was een speciaal geval van de neerwaartse stelling van Löwenheim-Skolem, gepubliceerd door Leopold Löwenheim in 1915. De compactheidsstelling was impliciet in werk van Thoralf Skolem, maar het werd voor het eerst gepubliceerd in 1930, als een lemma in Kurt Gödel's bewijs van zijn compleetheidsstelling. Het stelling van Löwenheim-Skolem  en de compactheidsstelling kregen hun respectievelijke algemene vormen in 1936 en 1941 van Anatoly Maltsev. De ontwikkeling van modeltheorie als een onafhankelijke discipline werd op gang gebracht door Alfred Tarski tijdens het interbellum. Tarski's werk omvatte onder andere logische consequentie, deductieve systemen, de algebra van de logica, de theorie van definieerbaarheid en de semantische definitie van waarheid. Zijn semantische methoden culmineerden in de modeltheorie die hij en een aantal van zijn Berkeley-studenten in de jaren 1950 en 1960 ontwikkelden.
In de verdere geschiedenis van het vakgebied ontstonden verschillende stromingen en verschoof de focus van het onderwerp. In de jaren 1960 werden technieken rond ultraproducten een populair hulpmiddel in de modeltheorie. Tegelijkertijd onderzochten onderzoekers zoals James Ax de eerste-orde modeltheorie van verschillende algebraïsche klassen, en anderen zoals H. Jerome Keisler breidden de concepten en resultaten van de eerste-orde modeltheorie uit naar andere logische systemen. Shelah ontwikkelde de stabiliteitstheorie, geïnspireerd door het probleem van Morley. Zijn werk rond stabiliteit gaf aanleiding tot een geheel nieuwe klasse van concepten. In de volgende decennia werd het duidelijk dat de resulterende stabiliteitshiërarchie nauw verbonden is met de meetkunde van verzamelingen die definieerbaar zijn in die modellen. Dit gaf aanleiding tot de subdiscipline die nu bekend staat als meetkundige stabiliteitstheorie. Een voorbeeld van een bewijs uit de meetkundige modeltheorie is Hrushovski's bewijs van de stelling van Mordell-Lang voor functievelden.

## Websites
- (en)  Stanford Encyclopedia of Philosophy. Model theory.
- (en)  Stanford Encyclopedia of Philosophy. First-order Model Theory, 2018